# Twierdzenie Minkowskiego o punktach kratowych

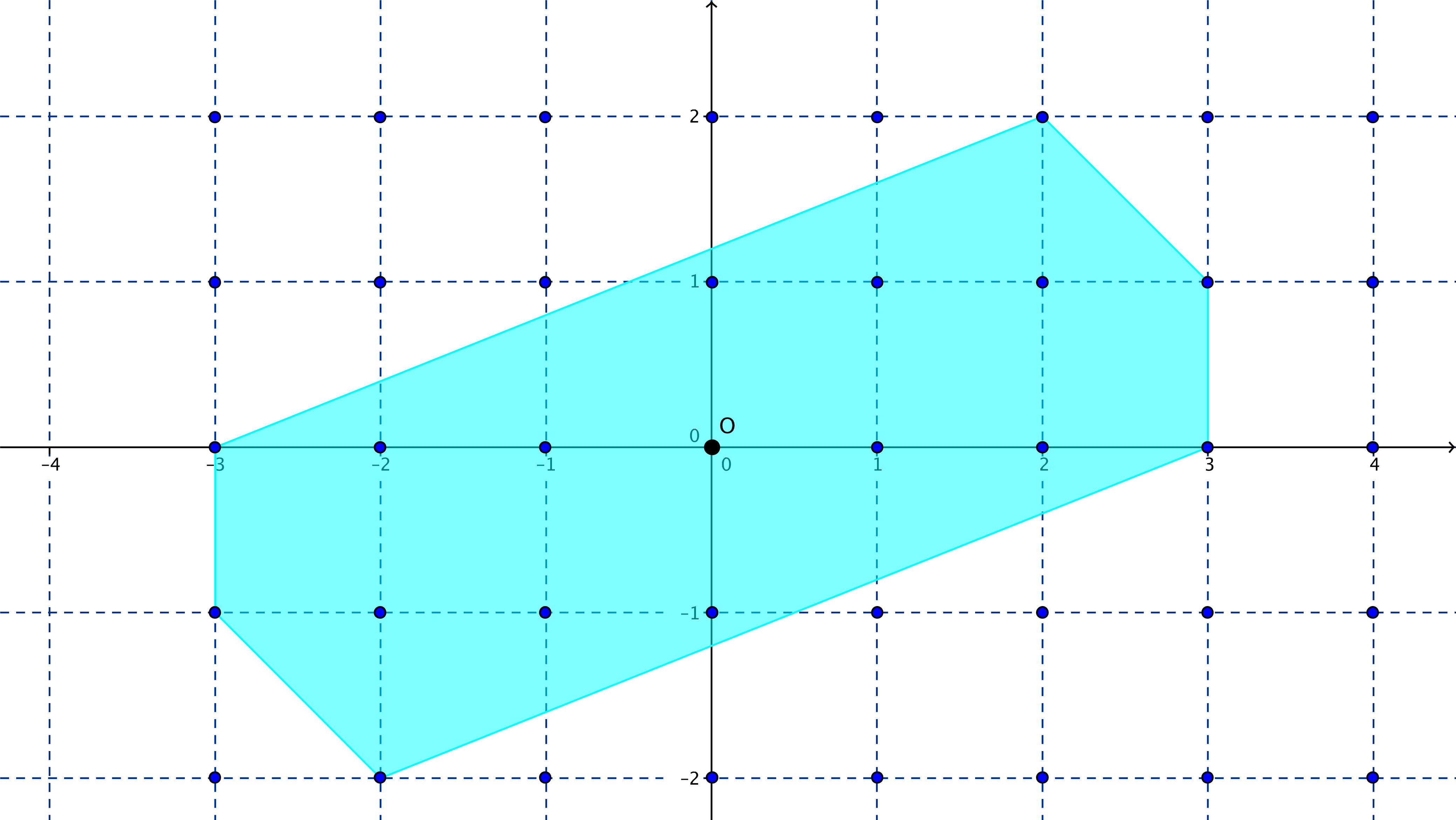
Przykład zbioru wypukłego (kolor turkusowy) w który spełnia założenia twierdzenia Minkowskiego.

Twierdzenie Minkowskiego o punktach kratowych – twierdzenie geometrii wypukłej mówiące, że każdy zbiór wypukły {\displaystyle C} w przestrzeni euklidesowej {\displaystyle \mathbb {R} ^{d},} który jest symetryczny względem zera oraz którego objętość {\displaystyle d}-wymiarowa jest większa niż {\displaystyle 2^{d},} zawiera niezerowy punkt kratowy, tj. taki punkt kratowy, którego przynajmniej jedna ze współrzędnych jest niezerową liczbą całkowitą. Twierdzenie udowodnione przez niemieckiego matematyka, Hermanna Minkowskiego. Rozszerzeniem twierdzenia Minkowskiego jest twierdzenie Blichfeldta.

## Wersja twierdzenia dla ogólniejszych krat w przestrzeni euklidesowej
Twierdzenie Minkowskiego o punktach kratowych ma ogólniejszą formę dotyczącą bardziej ogólnych podkrat przestrzeni euklidesowej.
Niech {\displaystyle f_{1},\dots ,f_{d}} będą liniowo niezależnymi wektorami w {\displaystyle \mathbb {R} ^{d}.} Zbiór
{\displaystyle \Gamma =\mathbb {Z} f_{1}+\ldots +\mathbb {Z} f_{d}}
nazywany jest kratą generowaną przez {\displaystyle f_{1},\dots ,f_{d}.} Niech {\displaystyle G_{\Gamma }} będzie równoległościanem generowanym przez {\displaystyle f_{1},\dots ,f_{d}.} Twierdzenie Minkowskiego można sformułować dla kraty {\displaystyle \Gamma .}
Niech {\displaystyle C} będzie zbiorem wypukłym w {\displaystyle \mathbb {R} ^{d},} który jest symetryczny względem 0 oraz niech {\displaystyle \Gamma } będzie kratą w {\displaystyle \mathbb {R} ^{d}.} Jeżeli
{\displaystyle \mathrm {vol} _{d}\,C>2^{d}\cdot \mathrm {vol} _{d}\,G_{\Gamma },}
to {\displaystyle C} zawiera punkt należący do {\displaystyle \Gamma } różny od 0, tj.
{\displaystyle C\cap (\Gamma \setminus \{0\})\neq \varnothing }.

## Dowód
Najpierw wykażemy, że wśród zbiorów postaci
{\displaystyle {\tfrac {1}{2}}\cdot C+\gamma \quad (\gamma \in \Gamma ),}
pewne dwa mają niepustą część wspólną.
W tym celu przypuśćmy, że jest przeciwnie tj. że są ona parami rozłączne. Wówczas również zbiory
{\displaystyle G_{\Gamma }\cap ({\tfrac {1}{2}}\cdot C+\gamma )\quad (\gamma \in \Gamma )}
byłyby parami rozłączne, a więc z σ-addytywności miary zachodziłaby nierówność
{\displaystyle \mathrm {vol} _{d}(G_{\Gamma })\geqslant \sum _{\gamma \in \Gamma }\mathrm {vol} _{d}(G_{\Gamma }\cap ({\tfrac {1}{2}}\cdot C+\gamma )).}
Mamy jednak
{\displaystyle (G_{\Gamma }-\gamma )\cap {\tfrac {1}{2}}\cdot C=[G_{\Gamma }\cap ({\tfrac {1}{2}}\cdot C+\gamma )]-\gamma ,}
a więc
{\displaystyle \mathrm {vol} _{d}(G_{\Gamma }\cap ({\tfrac {1}{2}}\cdot C+\gamma ))=\mathrm {vol} _{d}((G_{\Gamma }-\gamma )\cap {\tfrac {1}{2}}\cdot C).}
Rodzina
{\displaystyle G_{\Gamma }-\gamma \quad (\gamma \in \Gamma )}
jest pokryciem całej przestrzeni {\displaystyle \mathbb {R} ^{d},} a więc w szczególności zbioru {\displaystyle 1/2C.} Ostatecznie,
{\displaystyle \mathrm {vol} _{d}\,G_{\Gamma }\geqslant \sum _{\gamma \in \Gamma }\mathrm {vol} _{d}((G_{\Gamma }-\gamma )\cap {\tfrac {1}{2}}\cdot C)=\mathrm {vol} _{d}({\tfrac {1}{2}}\cdot C)={\tfrac {1}{2^{d}}}\mathrm {vol} _{d}\,C,}
co prowadzi do sprzeczności z założeniem twierdzenia.
Stąd dla pewnych dwóch różnych punktów {\displaystyle \gamma _{1},\gamma _{2}\in \Gamma } zbiory
{\displaystyle {\tfrac {1}{2}}\cdot C+\gamma _{1},\quad {\tfrac {1}{2}}\cdot C+\gamma _{2},}
mają niepusty przekrój i niech
{\displaystyle z\in ({\tfrac {1}{2}}\cdot C+\gamma _{1})\cap ({\tfrac {1}{2}}\cdot C+\gamma _{2}).}
To oznacza, że
{\displaystyle z={\tfrac {1}{2}}x_{1}+\gamma _{1}={\tfrac {1}{2}}x_{2}+\gamma _{2},}
dla pewnych {\displaystyle x_{1},x_{2}\in C.} Odejmując stronami, dostaniemy
{\displaystyle \gamma _{1}-\gamma _{2}={\tfrac {1}{2}}x_{2}-{\tfrac {1}{2}}x_{1}\in C,}
przy czym relacja należenia wynika z wypukłości i symetrii względem 0 zbioru {\displaystyle C.} Szukanym punktem kratowym zbioru {\displaystyle C} jest
{\displaystyle \gamma =\gamma _{1}-\gamma _{2}\in C}.

## Dowód w oparciu o twierdzenie Blichfeldta
Objętość {\displaystyle d}-wymarowa zbioru {\displaystyle 1/2C} wynosi {\displaystyle 2^{-d}\mathrm {vol} _{d}C,} a więc z założenia
{\displaystyle \mathrm {vol} _{d}\,({\tfrac {1}{2}}\cdot C)=2^{-d}\mathrm {vol} _{d}\,C>2^{-d}\cdot 2^{d}\cdot \mathrm {vol} _{d}\,G_{\Gamma }=\mathrm {vol} _{d}\,G_{\Gamma },}
a zatem twierdzenie Blichfeldta stosuje się do {\displaystyle 1/2C.} Istnieją zatem takie dwa różne punkty {\displaystyle x,y\in C,} że
{\displaystyle {\tfrac {1}{2}}x-{\tfrac {1}{2}}y\in \Gamma \setminus \{0\}.}
Ponieważ zbiór {\displaystyle C} jest symetryczny względem 0, element {\displaystyle -y} należy do {\displaystyle C.} Z wypukłości zbioru {\displaystyle C}
{\displaystyle {\tfrac {1}{2}}x-{\tfrac {1}{2}}y={\tfrac {1}{2}}x+{\tfrac {1}{2}}(-y)\in (\Gamma \setminus \{0\})\cap C}.

## Literatura dodatkowa
- Winfried Scharlau, Hans Opolka: From Fermat to Minkowski: Lectures on the Theory of Numbers and Its Historical Development. Nowy Jork: Springer-Verlag, 1985.